# Belegd broodje

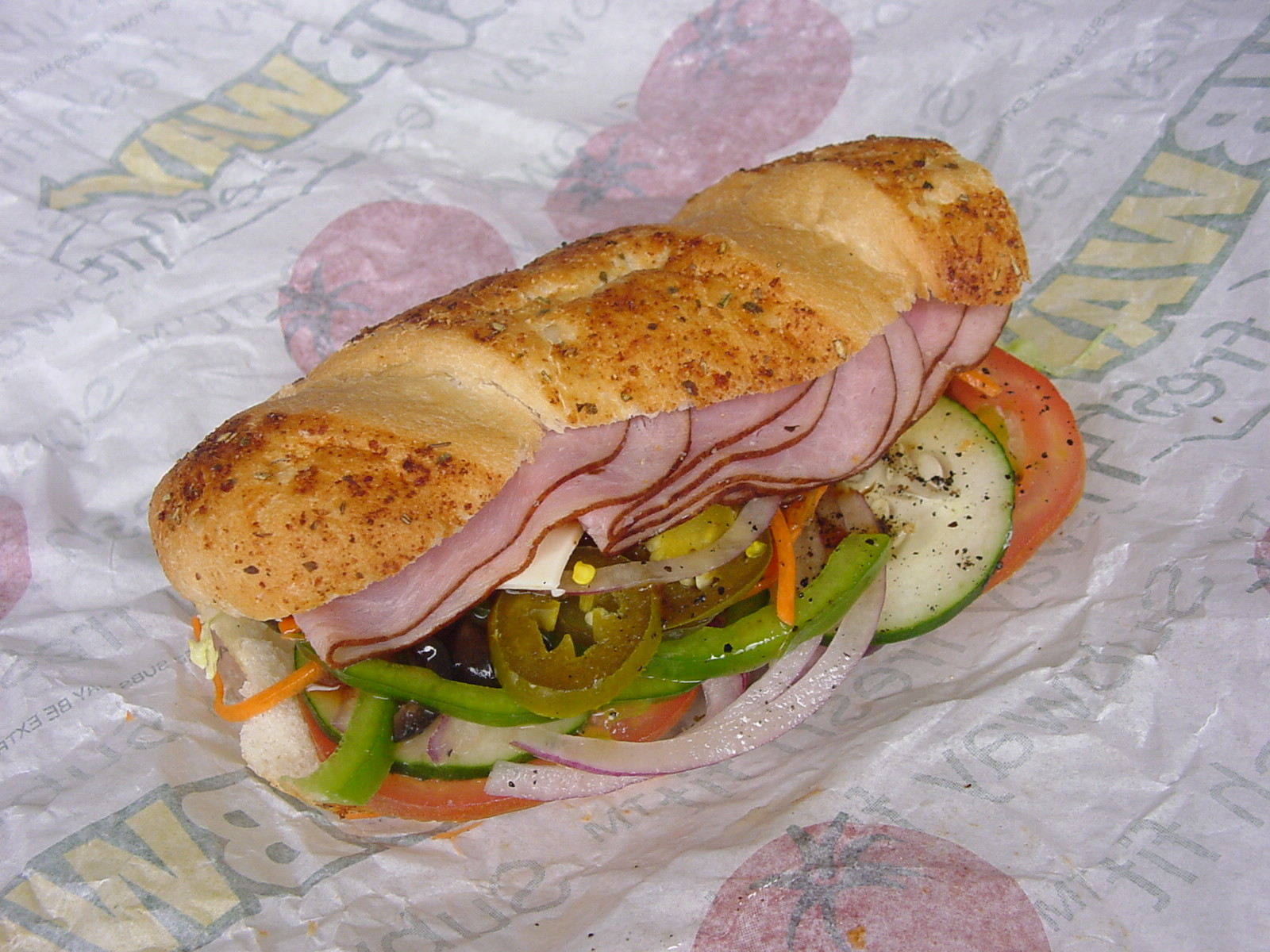
Belegd broodje

Een belegd broodje is een broodje belegd naar keuze van de klant of zoals beschikbaar op het menu van de zaak die de belegde broodjes aanbiedt. Sommige broodjeszaken hebben tot vele tientallen verschillende broodjes op de menukaart staan. Vaak worden stokbroden verkocht, maar in sommige zaken zijn ook ovenkoeken, ciabatta's en andere speciale broden te verkrijgen. Lokale aanbieders overheersen, maar grote ketens zijn in opkomst. Subway en het Belgische Panos zijn daar voorbeelden van.